# 吳丞芽
吳丞芽（ O Sung Ah，1988年9月13日—），藝名丞芽（： Sung Ah），原名吳世美（ O Se Mi），曾錯譯為吳勝雅，韓國女藝人，2009年11月由DSP Media花了4年的時間培養出來的女子组合Rainbow成員。2009年以女子團體Rainbow出道，為七位成員之一，隊中職務為副唱、門面。亦是子團Rainbow Pixie、Rainbow BLAXX成員之一。
2016年11月12日，隨著Rainbow全體成員不再與DSP Media續約、團體活動正式結束，丞芽開始獨立發展，並成為TV朝鮮記者。12月1日，GNG Production透過SNS宣佈丞芽將會加入成為旗下藝人。

## 簡歷
- 代表色為靛色，是隊中副唱和门面。擁有亞洲女性少有的S型身材，故被稱為「S-line丞芽」。家庭成員包括父母及一名弟弟。宿舎中與佑麗、盧乙同房，唯一自己一床的成員。此外，與隊長栽經、佑麗亦擔當女團中決策角色。
- 丞芽在1988年9月13日出生，原名為吳世美。
- 上小學時就在各種歌謠賽中拿過獎，類似於"最優秀歌唱獎"等獎狀在家裡有許多。也正因為從小參加各種歌謠比賽，一次登台表演的經歷讓她滋生了成為一名真正歌手的念頭。
- 最後通過了KARA成員選拔的面試，進入DSP Media，與KARA成員荷拉、知英為同期練習生。同時改名為吳丞芽。練習期間由於被指與FIN.K.L成員成宥利樣子相似而聞名。最初和KARA一起訓練三年的練習生，但是後來因為想進RAINBOW而進一步成為RAINBOW的成員。
- 專長有唱歌、演戲、鋼琴演奏、編織、聲線模彷(特別模彷新聞報導員語調)、閱讀(特別是投資理財、房地產等相關書籍、以及學習各國語言)、2015年開始，經常在個人SNS分享自製首飾，更曾在公開節目中佩戴。此外亦擅長日語。習慣在同房的其他兩個成員睡覺的時候進行寫作。喜愛雪人，以至個人Instagram亦定名為「snowmanloveu」，愛好動畫為長髮姑娘，被認為主角外貌相似。不太喜好電腦及高科技產品。
- 2011年，子團Rainbow Pixie正式出道，丞芽成為隊長。2012年，參與真人秀「The Romantic & Idol」，由於與JB在節目中的「戀情」，為華語地區韓迷所認識。
- 2013年9月，參演音樂劇「油脂」，更被紐約時報報導。10月，DSP Media宣佈，丞芽申請入讀世宗大學電影藝術專業，獲得取錄，重新開始大學生活。此後除了參與Rainbow現場演出，亦在課餘時學習演技，為未來朝演藝方向發展鋪路。丞芽表示「想更加深入地學習演技決定再次申請，能夠合格非常開心，學校生活和Rainbow活動都會努力。」[3]
- 2014年，成為子團Rainbow BLAXX成員，同年9月25日，由於「全南谷城科技節」演出中，貼身衣著受到注意，更被歌迷認為有「隱藏的完美身材」，以至其後丞芽出席活動，也更多性感打扮示人，更因此繼2月賢榮後，第二位登上2月Maxim雜誌封面的Rainbow成員。[4]
- 2016年8月8日，正式開通個人Youtube頻道，初期名為「丞芽的素描冊」，後來由於名字讀音困難，經過公開招募新名稱，29日改名為「O'style」。同年10月28日，DSP發表聲明，Rainbow全體不再續約。29日，Rainbow成員透過Instagram發佈手寫信貼圖，表達對女團解散的感想、以及感謝歌迷一直支持[5]。31日，TV朝鮮宣佈丞芽將會擔任節目記者，並專門報導20至30歲群體新聞環節。12月1日，GNG Production透過SNS宣佈丞芽將會加入成為旗下藝人[6]。
- 2017年2月27日，丞芽個人發展後首次擔任電視劇女主角的KBS小說劇集「那女人的大海」首播，飾演女主角尹珠仁。
- 一般稱為「吳勝雅」，但2014年2月，DSP官方透過微博，正名為「吳丞芽」，並指出網上沿用的「吳勝雅」為誤譯。

## 影視作品

### 電視劇
- 2013年：tvN《實戰戀愛教室》（플레이가이드；Play Guide）
- 2014年：KBS《愛情和戰爭2》
- 2014年：MBC《來了！張寶利》飾演 崔幼菈（特別出演）
- 2015年：SBS《皮諾丘》飾演 2015年新進記者的面試生之一（特別出演）
- 2015年：FNC Entertainment《88號街》飾演 素美
- 2017年：KBS《那女人的大海》飾演 尹秀仁
- 2018年：TV朝鮮《大君－繪製愛情》飾演 孝嬪金氏
- 2018年：MBC《秘密與謊言》飾演 申華沁
- 2019年：MBC《壞愛情》飾演 黃妍秀
- 2021年：TV朝鮮《結婚作詞，離婚作曲》飾演 李妍熙（特別出演）
- 2021年：MBC《第二任丈夫》飾演 尹在景
- 2021年：KBS《紳士與小姐》飾演 安智敏（特別出演）
- 2022年：KBS《颱風的新娘》飾演 姜海
- 2023年：MBC《第三次結婚》飾演 鄭多貞 / 申高恩
- 2025年：MBC《加州汽车旅馆》飾演 吳丞芽

### MV
- 2008年 SS501 《A Song Calling for you》
- 2008年 SS501 《U R Man》

### 舞台劇
- 2013年 韓國版油脂(Grease)舞台劇
- 2016年 Russia Coffee(已取消)

## 綜藝節目
| 日期           | 電視台 | 節目名稱                    |
| 3月9日-4月13日 | MBC    | ESPN.F1急速賽車手 EP.1-EP.6 |
| 4月11日        | SBS    | Quiz!六感對决               |
| 4月23日、30日  |        | 海綿2.0                     |
| 5月22日、29日  | SBS    | 尋笑人                      |
| 9月10日        |        | 海綿2.0                     |

| 日期              | 電視台 | 節目名稱            |
| 11月11日-12月30日 | tvN    | The Romantic & Idol |

| 日期    | 電視台 | 節目名稱   |
| 1月26日 | tvN    | Play Guide |

| 日期    | 電視台 | 節目名稱            |
| 6月19日 | KBS    | 出發!夢之隊(第二季) |

### 主持
- 2015年ichannela Cartalkshow X
- 2016年 「O'Style」個人Youtube頻道
- 2016年TV朝鮮記者
- 2017年 Defense TV Music Time Rock Dream(뮤직타임 락드림)

## 獎項
| 年度   | 頒獎典禮    | 獎項                                 | 作品       | 結果 |
| 2018年 | MBC演技大獎 | 女子新人獎                           | 祕密與謊言 | 獲獎 |
| 2024年 | MBC演技大獎 | 日日電視劇·獨幕部門 女子最優秀演技獎 | 第三次結婚 | 獲獎 |

## 外部連結
- 吳丞芽的X（前Twitter）
- 吳丞芽的Instagram帳戶
- 吳丞芽的新浪微博
- 吳丞芽歌迷網頁
- 吳丞芽的Cyworld（页面存档备份，存于）
- 吳丞芽的Pikicast（页面存档备份，存于）
- 吳丞芽的Youtube頻道（页面存档备份，存于）